# Рудольф Ґюнтгардт
Рудольф Ґюнтгардт (15 жовтня 1936) — швейцарський вершник.
Срібний призер Олімпійських Ігор 1960 року в командному триборстві.